# Manino (obwód wołogodzki)
Manino (ros. Манино) – wieś w Rosji, w rejonie wołogodzkim obwodu wołogodzkiego. W 2010 r. mieszkała tam jedna osoba.